# هارولد بولینگبروک مودی

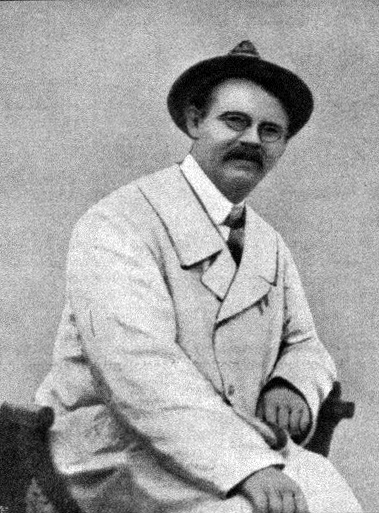
هارولد بولینگبروک مودی، اسپرانتودان انگلیسی

هارولد بولینگبروک مودی (به انگلیسی: Harold Bolingbroke Mudie) (زاده ۳۰ ژوئن سال ۱۸۸۰ در لندن - و فوت شده در ۶ ژانویه سال ۱۹۱۶) اسپرانتودان بریتانیایی بود. او به عنوان رئیس انجمن جهانی اسپرانتو خدمت کرد. او در سال ۱۹۰۲ وقتی که در ژورنال Review of Reviews دربارهٔ اسپرانتو خواند، آن را آموخت. در نوامبر سال ۱۹۰۳ او مجله اسپرانتودان را با کمک مالی ویلیام توماس استد پایه‌گذاری کرد؛ اگرچه مجله درآمدزا بود. وقتی که مجله با اسپرانتودان بریتانیایی متحد شد، در ژانویه سال ۱۹۰۶، او به هیئت ویراستاران آن پیوست. او یکی از حامیان بزرگ چاپ عهد جدید به اسپرانتو بود.
او حامی پیشبرد اسپرانتو در کشورهای دیگر بود، که از شماری از آن کشورها در هنگام کنگره جهانی اسپرانتو دیدن کرد.
او نخست به عنوان نائب رئیس و سپس به عنوان رئیس (از سال ۱۹۱۲ تا ۱۹۱۶) در انجمن اسپرانتوی بریتانیا خدمت کرد. در سال ۱۹۰۸ او رئیس انجمن جهانی اسپرانتو که تازه تأسیس بود، شد. ادوارد استلر به دلیل توانایی‌های بلاغی اش، او را «رئیس از آغاز زندگی» معرفی کرد. او عضو کمیته زبان اسپرانتو بود، پیشرو سابق آکادمی اسپرانتو فعلی.
پس از آغاز جنگ جهانی اول، او به ارتش پیوست و فوراً کاپیتان شد. در ژانویه سال ۱۹۱۶ (میلادی) در فورس-لس-آکس فرانسه در یک تصادف درگذشت. او در گورستان همان شهر دفن شد.
رئیس جدید برای انجمن جهانی اسپرانتو تا سال ۱۹۱۹ (میلادی) انتخاب نشد - نائب رئیس قبلی، هکتور هودلر.